# Louis J. Ignarro

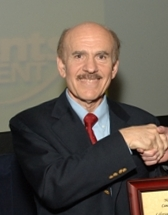
Louis J. Ignarro (2012)

Louis José Ignarro (* 31. Mai 1941 in Brooklyn, New York City) ist ein US-amerikanischer Pharmakologe und Medizin-Nobelpreisträger.

## Leben und Wirken
Ignarro besuchte die Central Grade School und die Long Beach High School, dann studierte er bis 1962 Chemie und Pharmakologie an der New Yorker Columbia University. Anschließend studierte er an der University of Minnesota in Minneapolis, wo er 1966 in Pharmakologie promoviert wurde. Ab 1968 arbeitete er für das Unternehmen Geigy Pharmaceuticals. 1973 wurde er Professor an der Tulane University in New Orleans. Seit 1985 arbeitet er als regulärer Professor und Lehrstuhlinhaber für Pharmakologie an der medizinischen Fakultät der UCLA, Los Angeles, Kalifornien.
Er erhielt 1998 mit Robert F. Furchgott und Ferid Murad den Nobelpreis für Medizin für die Erkenntnisse über den körpereigenen sekundären Botenstoff Stickstoffmonoxid (Stickoxid, NO) und dessen Aufgaben im menschlichen Herz-Kreislauf-System. Im folgenden Jahr wurde er sowohl in die American Academy of Arts and Sciences als auch in die National Academy of Sciences aufgenommen. Seit 2007 ist er Mitglied der American Philosophical Society. Ignarro ist Mitglied des wissenschaftlichen Beirats der Herbalife international, Los Angeles, und gehört ebenfalls dem wissenschaftlichen Komitee des französischen Pharmaunternehmen Nicox an.